# Cmentarz wojenny nr 192 – Lubcza
Cmentarz wojenny nr 192 – Lubcza – austriacki, zabytkowy cmentarz z I wojny światowej w Lubince, województwie małopolskim, powiecie tarnowskim, w gminie Pleśna. Jeden z ponad 400 zachodniogalicyjskich cmentarzy wojennych zbudowanych przez Oddział Grobów Wojennych C. i K. Komendantury Wojskowej w Krakowie. W VI okręgu tarnowskim cmentarzy tych jest 63.

## Opis cmentarza
Cmentarz znajduje się na  wzgórzu, na skraju lasu. Jest jednym z większych cmentarzy w okręgu tarnowskim. Zaprojektowany został przez Gustava Rossmanna. Ogrodzenie zróżnicowane. Część ogrodzenia tworzy kamienny mur, większość w postaci metalowego lub drewnianego płotu osadzonego na murowanych z kamienia słupkach. Wejście przez wysoką, dwuskrzydłową, metalową furtkę osadzoną na dwóch wysokich, kamiennych słupach nakrytych betonowymi głowicami. Elementem centralnym jest neorenesansowa kaplica o wysokości 17 m z tablicą inskrypcyjną w języku niemieckim. W tłumaczeniu na język polski napis brzmi: Twardzi jak ta góra odpieraliśmy najeźdźców; teraz leżymy w wiernych objęciach ziemi, którą obroniliśmy.
Kaplicę wybudowano na niewielkim, naturalnym tarasie. W jego narożnikach umieszczono niskie, ale masywne betonowe słupki z płaskimi, ośmiobocznymi ostrosłupami. Wewnątrz kaplicy ołtarz z dużym, betonowym krzyżem łacińskim. Na dużym placu przed kaplicą i wokół kaplicy pochowano żołnierzy. Są 4 typy nagrobków:
- stele z tabliczkami imiennymi i żeliwnymi krzyżami maltańskimi zwieńczonymi wieńcem laurowym,
- stele z tabliczkami imiennymi i żeliwnymi krzyżami lotaryńskimi zwieńczonymi wieńcem laurowym,
- osadzone na betonowym cokole krzyże łacińskie z tabliczkami imiennymi, nakryte zębatym daszkiem,
- osadzone na betonowym cokole krzyże lotaryńskie z tabliczkami imiennymi, nakryte zębatym daszkiem[3].

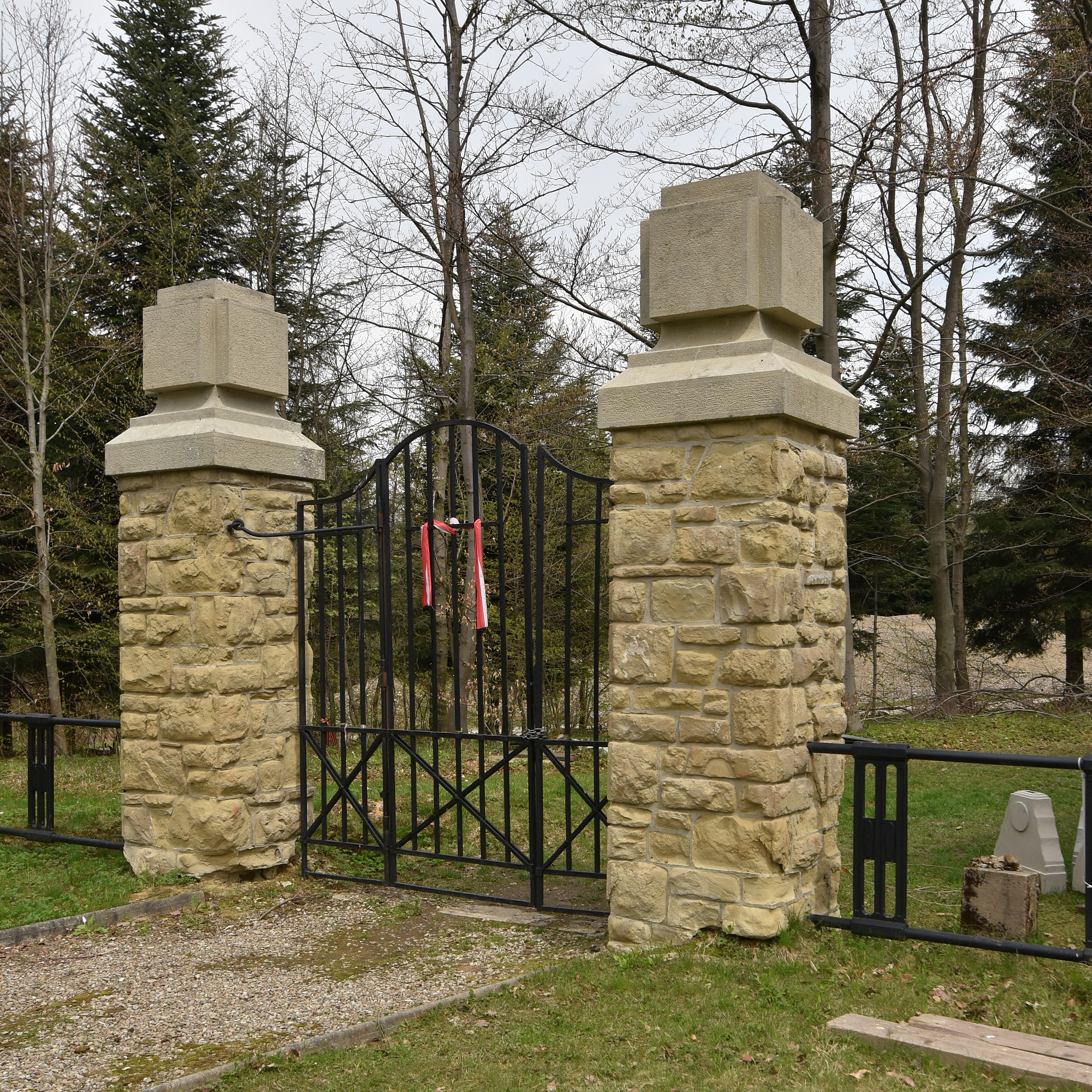
Brama
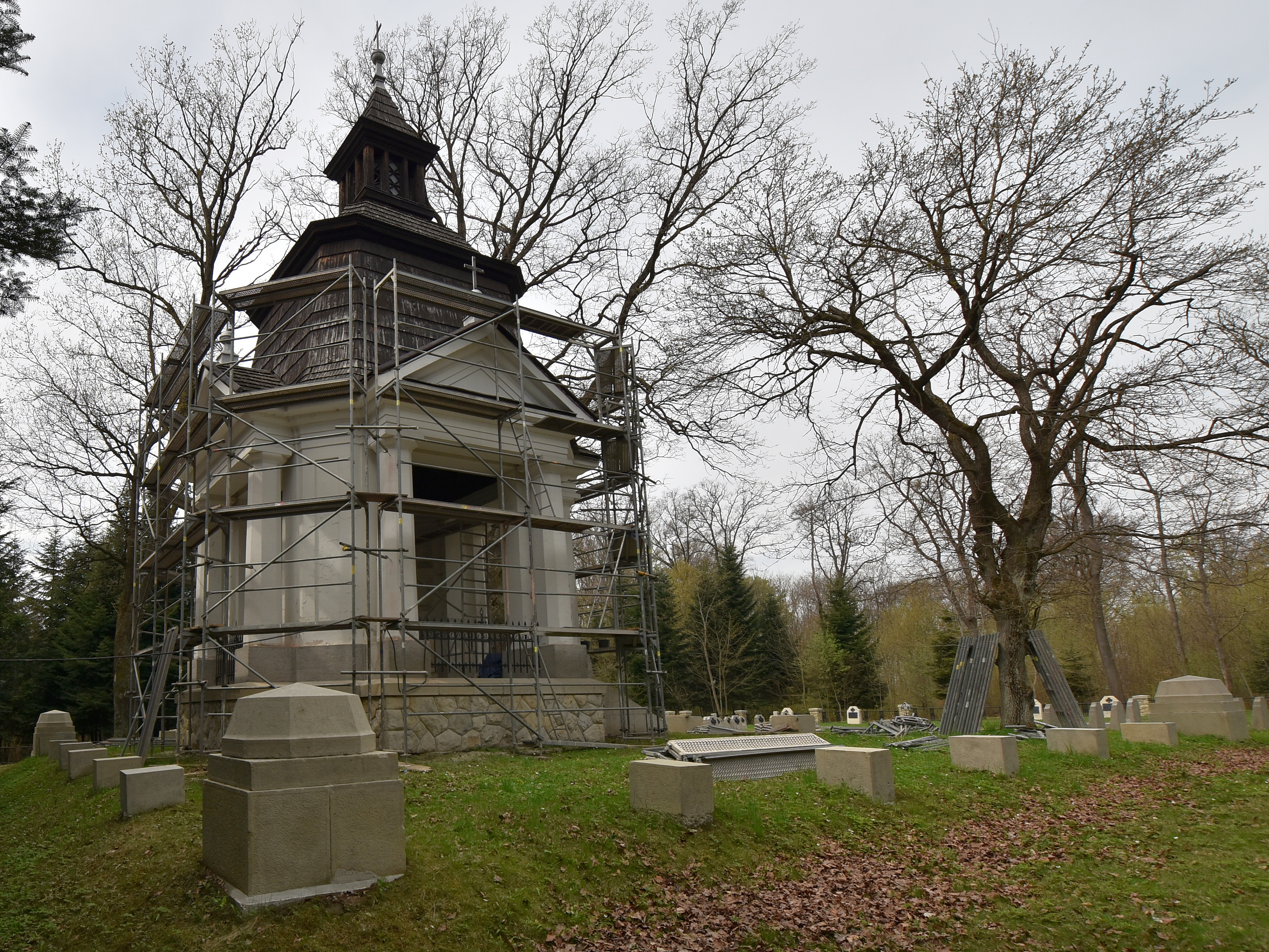
Kaplica
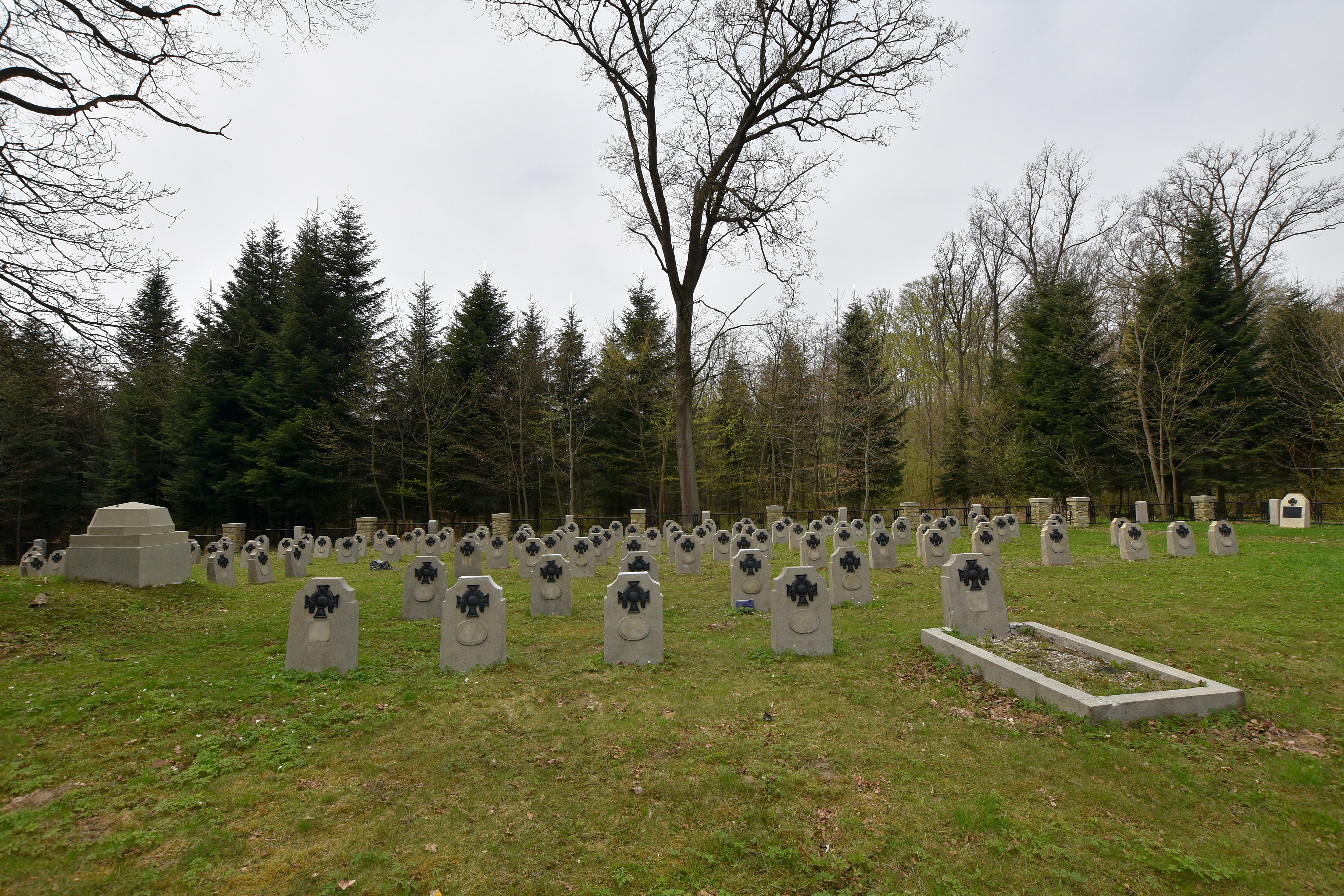
Fragment cmentarza ze stelami
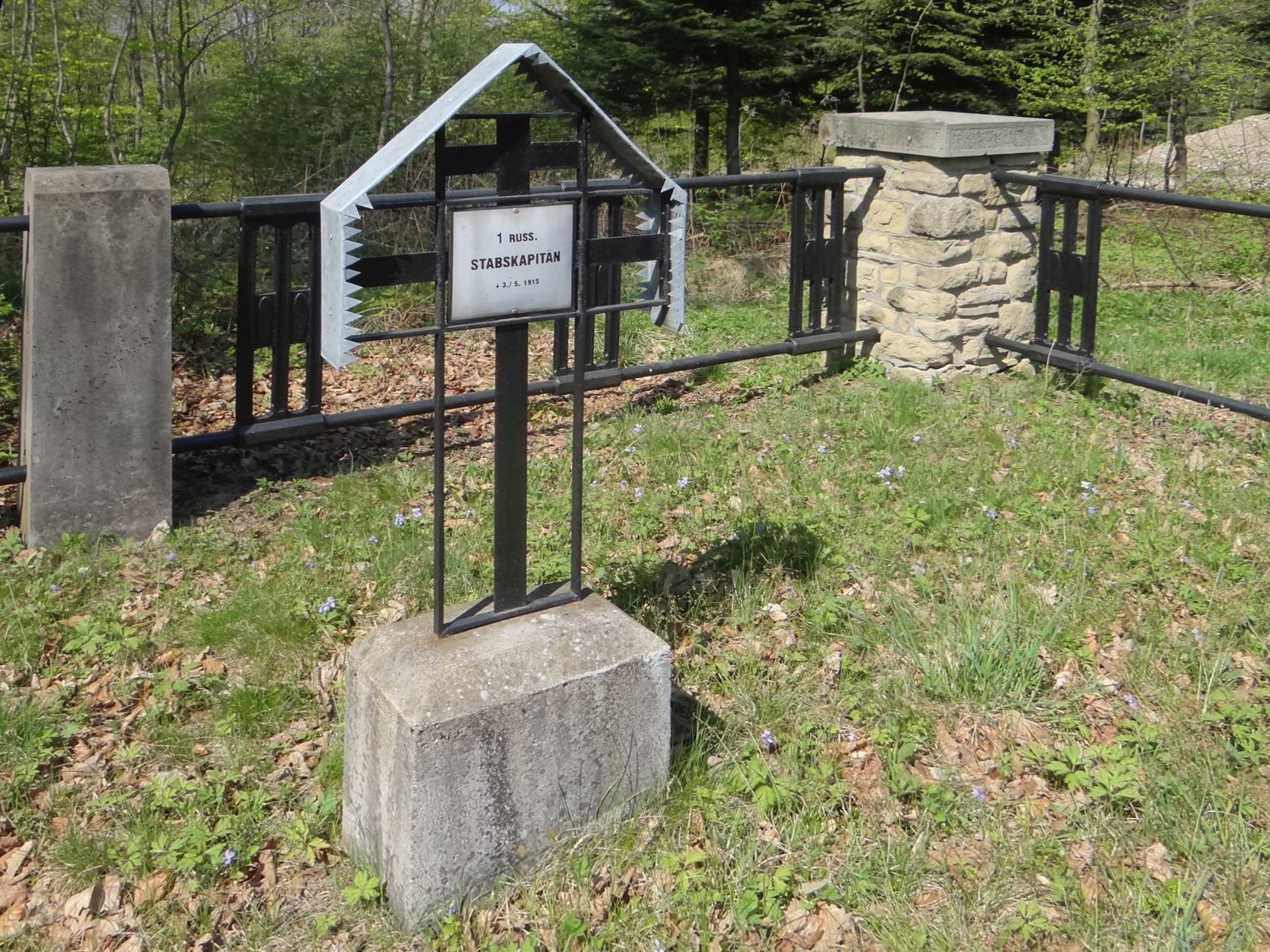
Krzyż na cokole
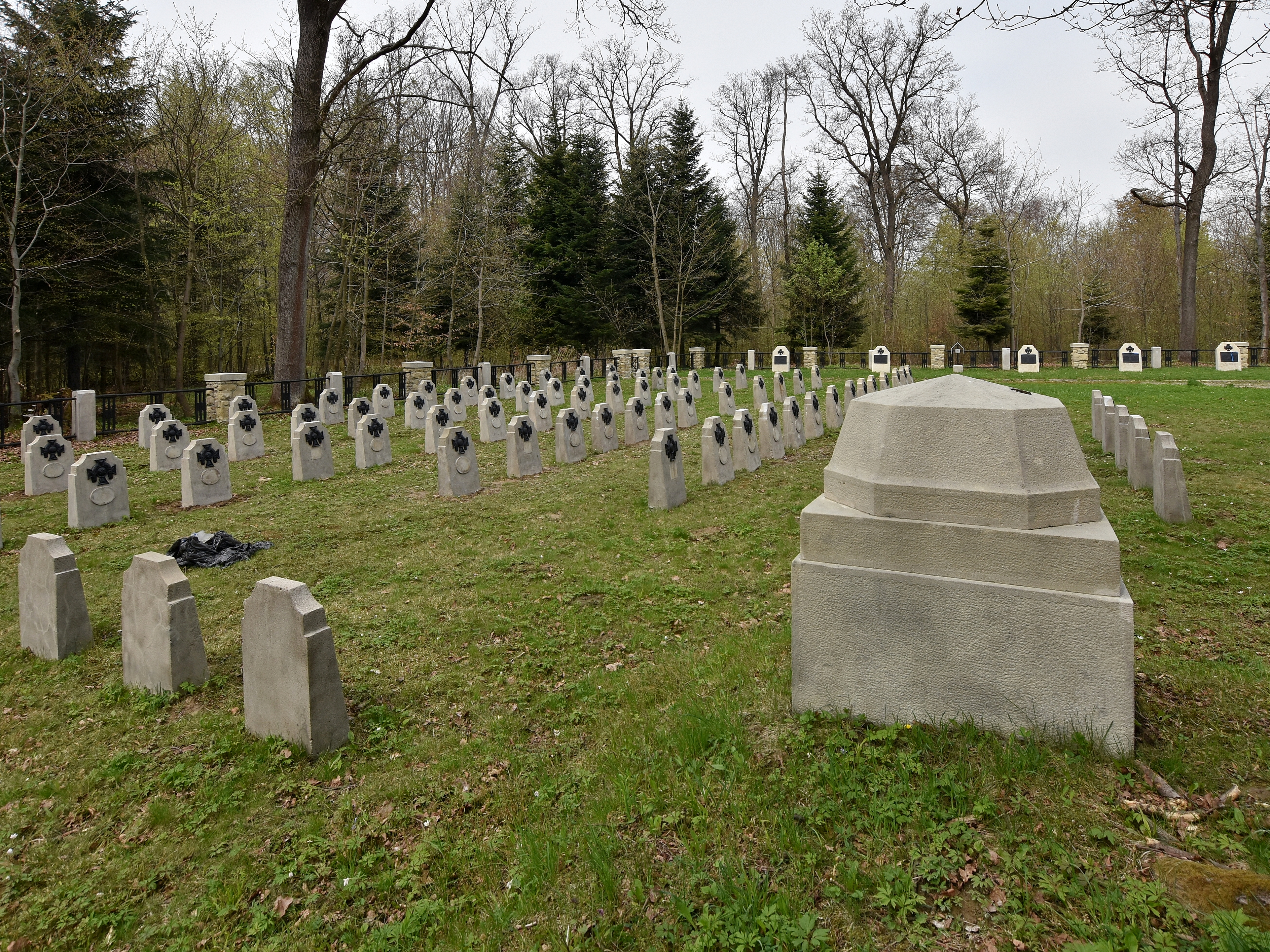
Narożnik kaplicy
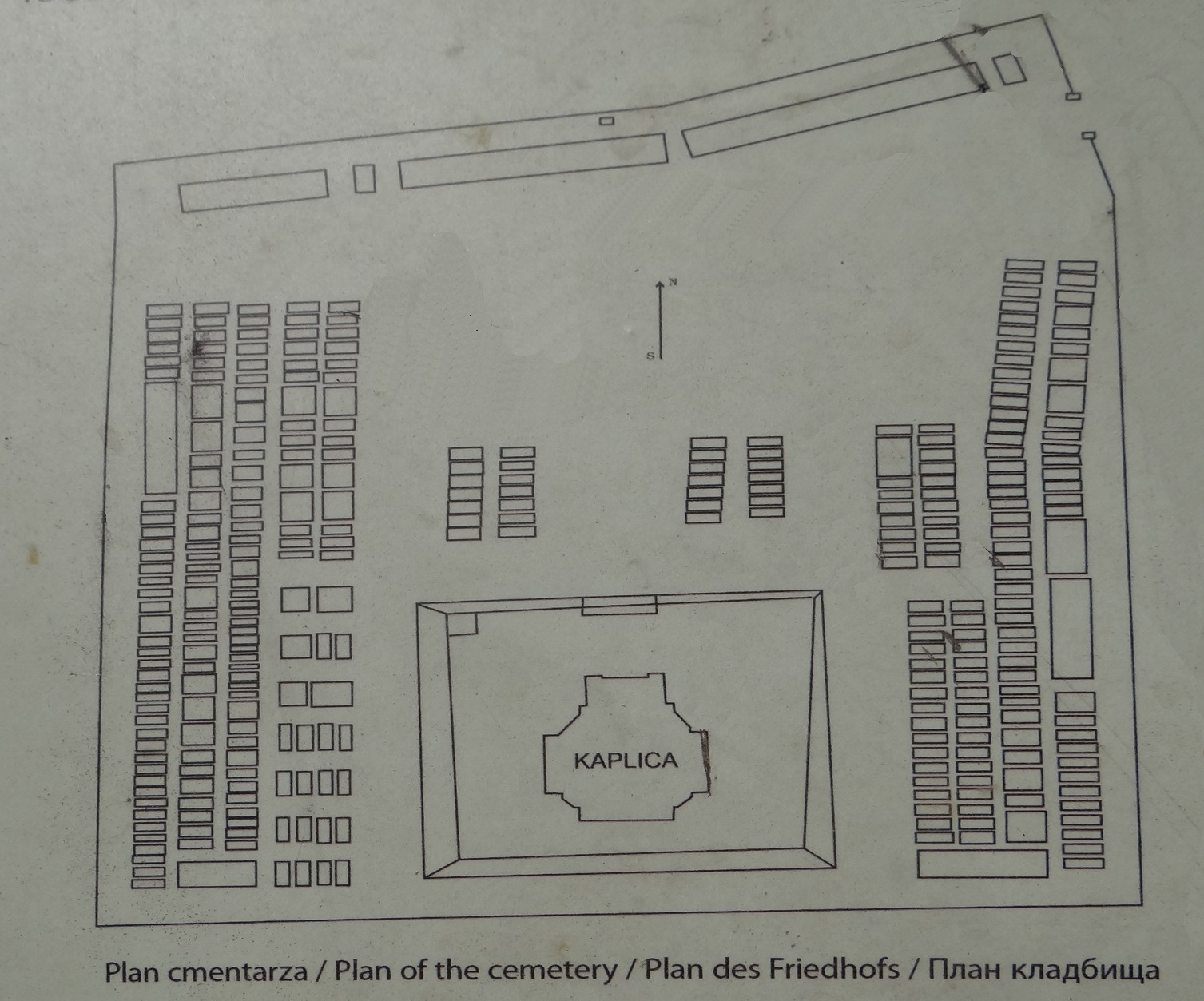
Plan cmentarza
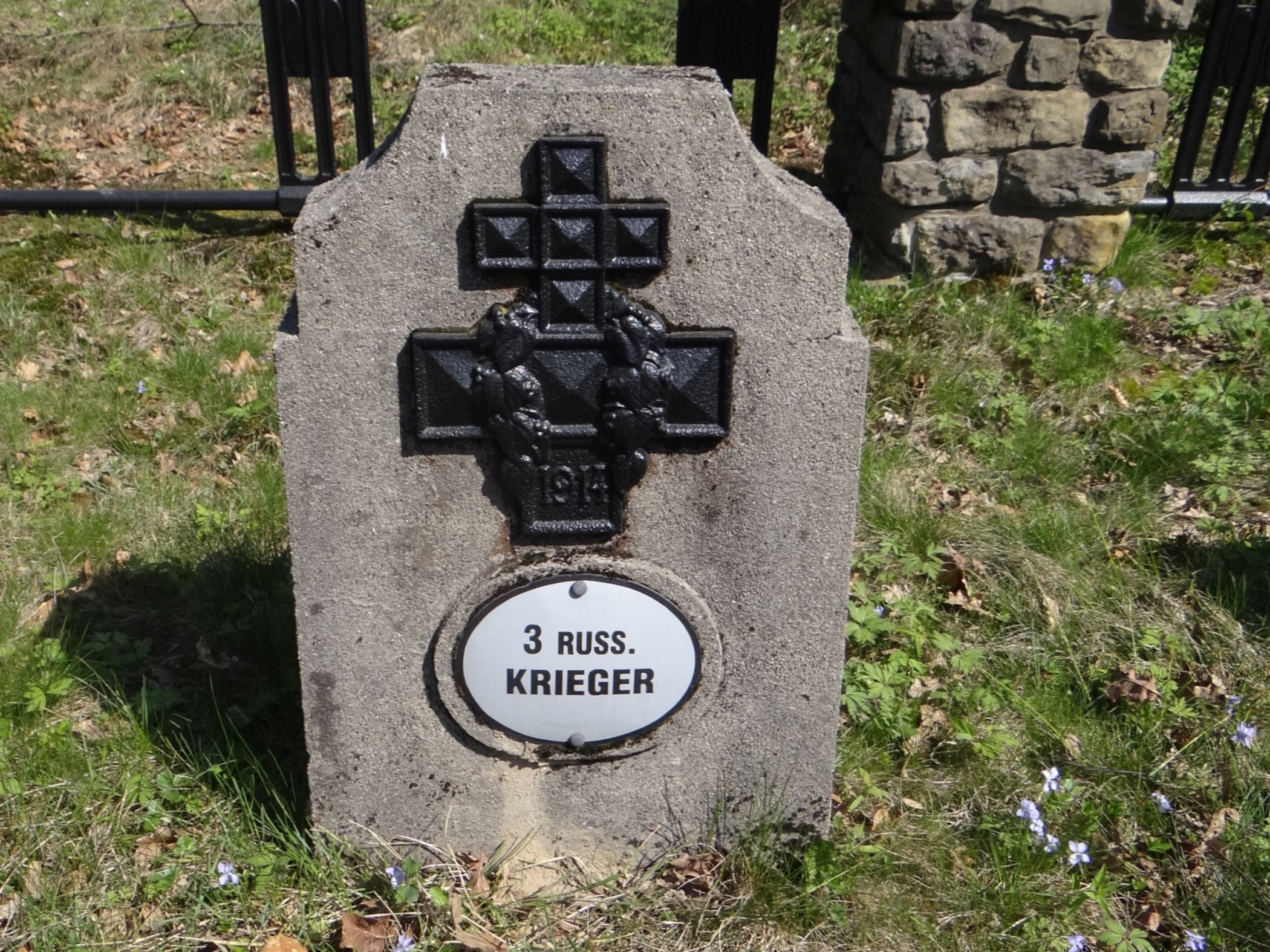
Stela
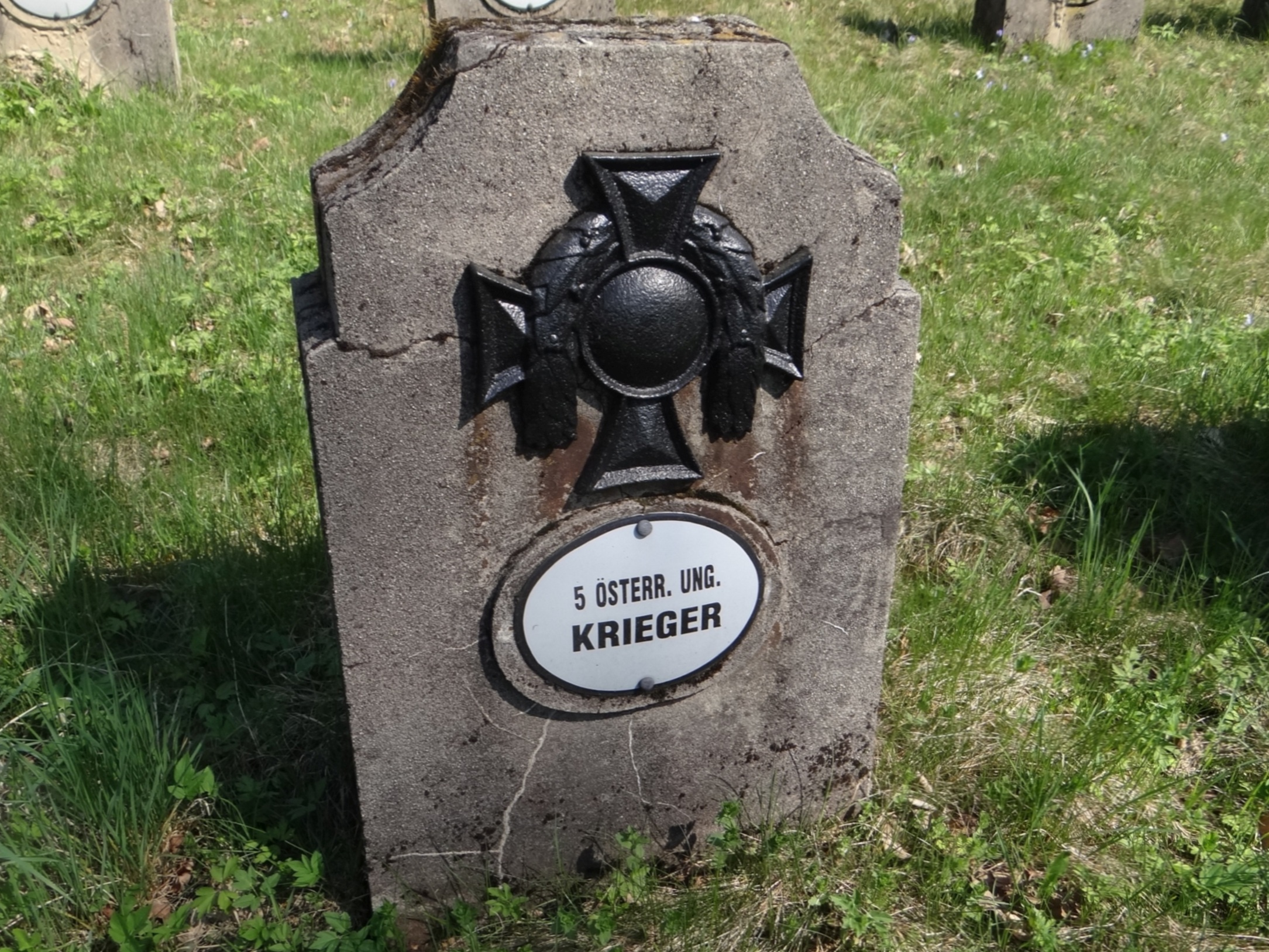
Stela
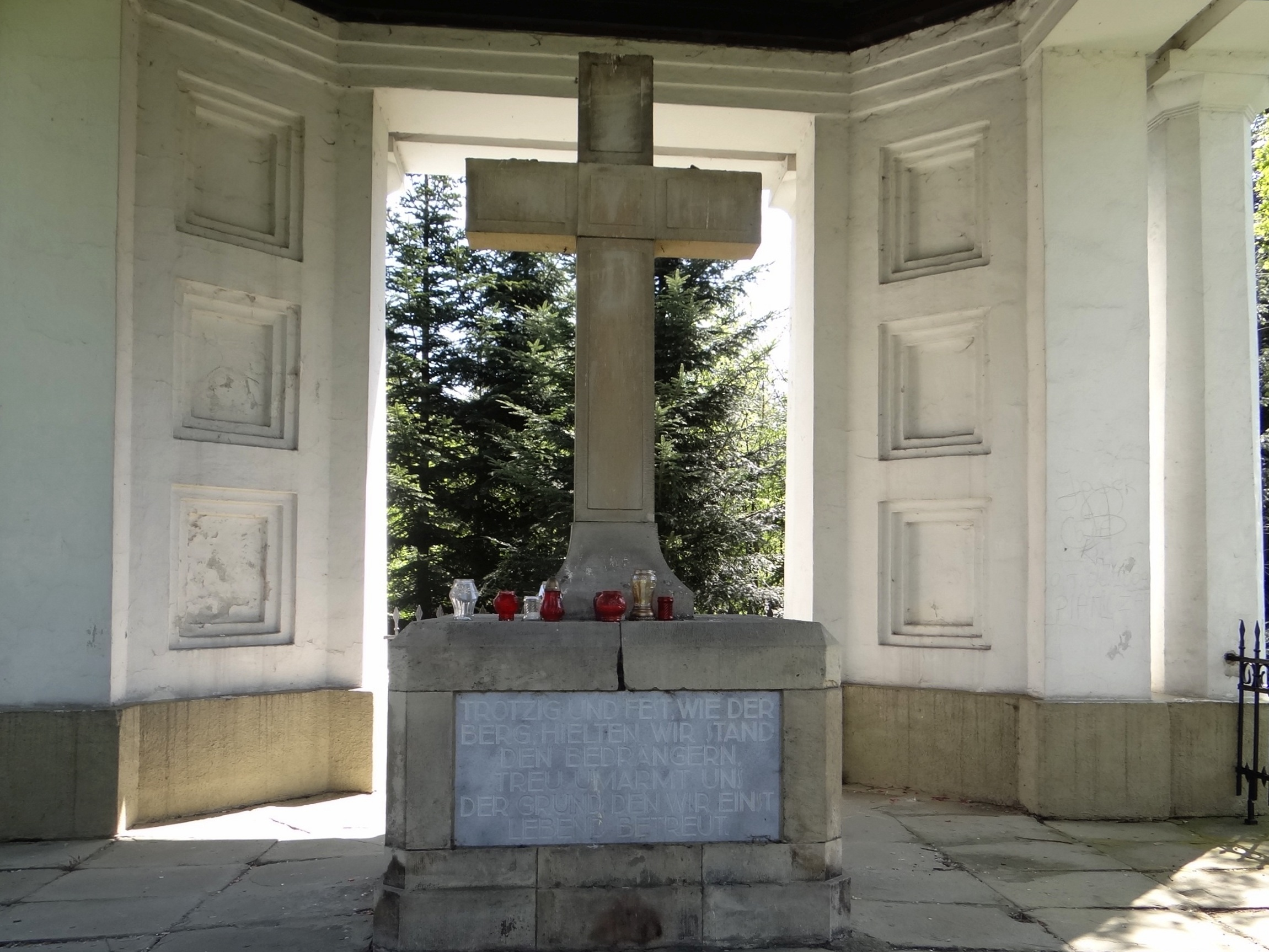
Ołtarz i krzyż w kaplicy

## Polegli
W 1914 i 1915 r. na linii Dunajca toczyły się zażarte walki między wojskami rosyjskimi i austro-węgierskimi. W 57 grobach zbiorowych i 267 pojedynczych pochowano tu 457 żołnierzy austro-węgierskich i 218 żołnierzy rosyjskich. Żołnierze armii austro-węgierskiej należeli do wielu narodowości. Walczyli m.in. w 1.,2.,3 i 4. pułku cesarskich strzelców tyrolskich, 14. pułku piechoty rekrutującym żołnierzy w okolicach Linzu i Grazu, 81. pułk piechoty z żołnierzami z okolic czeskiej Jihlavy, 59. pułku piechoty, który w 1914 r. składał się w 98% z Austriaków z okolic Salzburga, 95. pp rekrutującym w 1914 r. żołnierzy w okolicach Czortkowa (obecnie na Ukrainie), 28. praskiego pułku piechoty, II i III. Pułku strzelców cesarskich, 9. pułk piechoty honwedu złożonego z Węgrów.

## Losy cmentarza
Już na uroczystości Wszystkich Świętych 1915 r. na cmentarzu wybudowano drewnianą kaplicę według projektu Jana Szczepkowskiego. Odprawiono w niej mszę świętą. Zachowały się szkice i zdjęcia archiwalne kaplicy. Później Austriacy wybudowali nową kaplicę i wokół niej cmentarz.  Po II wojnie ranga cmentarzy z I wojny w świadomości społeczeństwa i ówczesnych władz zmalała, i cmentarze ulegały w naturalny sposób niszczeniu przez czynniki pogody i roślinność. Dopiero od lat 90. zaczęto bardziej dbać o cmentarze z I wojny światowej. W 2005 r. został uznany za zabytek. Później gruntownie go odremontowano i w 2018 roku cmentarz jest w bardzo dobrym stanie.